# Boccaccio ’70
Boccaccio ’70 – włosko-francuski film komediowy z 1962 roku o epizodycznej strukturze. Reżyserami poszczególnych segmentów filmu byli Vittorio De Sica, Luchino Visconti, Federico Fellini i Mario Monicelli. Tytuł odnosi się do Giovanniego Boccaccio.

## Obsada

### Renzo e Luciana
- Marisa Solinas jako Luciana
- Germano Gilioli jako Renzo
- Renzo Palmer jako Renzo (głos)

### Le tentazioni del dottor Antonio
- Peppino De Filippo jako dr Antonio Mazzuolo
- Anita Ekberg jako Anita
- Antonio Acqua jako komendant Pappa
- Donatella Della Nora siostra Antonia
- Dante Maggio jako pracownik
- Alberto Sorrentino jako pracownik
- Mario Passante jako zakrystian
- Gianfranco Mingozzi jako lekarz
- Stefano Sibaldi jako lekarz (głos)
- Giuliano Gemma jako Ercole
- Alighiero Noschese jako Ercole (głos)
- Giacomo Furia jako pracownik
- Alfredo Rizzo jako pracownik
- Ciccio Barbi jako inżynier
- Silvio Bagolini jako sekretarz
- Isa Di Marzio jako narrator / dziecko (głos)

### Il lavoro
- Tomás Milián jako hrabia Ottavio
- Corrado Pani jako hrabia Ottavio (głos)
- Romy Schneider jako Pupe
- Adriana Asti jako Pupe (głos)
- Romolo Valli jako Zacchi
- Paolo Stoppa jako Alcamo

### La riffa
- Sophia Loren jako Zoe
- Luigi Giuliani jako Gaetano
- Annarosa Garatti jako przyjaciółka Zoe

## Produkcja
Zdjęcia do noweli Felliniego kręcono w Esposizione Universale di Roma w Rzymie, Monicellego - w Mediolanie, a De Siki - w Lugo i Bagnacavallo (prowincja Rawenna).